# 防衛副大臣
防衛副大臣（ぼうえいふくだいじん、英語: State Minister of Defense）は、日本の防衛省を担当する副大臣。定数は1名。
2007年1月9日、防衛庁が防衛省に改組されたのにともない、防衛副大臣が新設された。なお、従前の防衛庁は内閣府の外局とされていたが、大臣庁であったため、副大臣と同等の副長官が設置されていた。庁から省への昇格に併せ、防衛庁副長官は廃止された。

## 歴代副大臣
| 防衛副大臣     | 防衛副大臣     | 防衛副大臣     | 防衛副大臣     | 防衛副大臣     | 防衛副大臣 | 防衛副大臣 |
| 内閣           | 内閣           | 氏名           | 就任日         | 退任日         | 党派       | 備考       |
| -------------- | -------------- | -------------- | -------------- | -------------- | ---------- | ---------- |
| 第1次安倍内閣  | 第1次安倍内閣  | 木村隆秀       | 2007年1月9日   | 2007年8月27日  | 自由民主党 |            |
|                | 改造内閣       | 江渡聡徳       | 2007年8月29日  | 2007年9月26日  | 自由民主党 |            |
| 福田康夫内閣   | 福田康夫内閣   | 江渡聡徳       | 2007年9月27日  | 2008年8月2日   | 自由民主党 | 再任       |
|                | 改造内閣       | 北村誠吾       | 2008年8月5日   | 2008年9月24日  | 自由民主党 |            |
| 麻生内閣       | 麻生内閣       | 北村誠吾       | 2008年9月29日  | 2009年9月16日  | 自由民主党 | 再任       |
| 鳩山由紀夫内閣 | 鳩山由紀夫内閣 | 榛葉賀津也     | 2009年9月18日  | 2010年6月8日   | 民主党     |            |
| 菅直人内閣     | 菅直人内閣     | 榛葉賀津也     | 2010年6月9日   | 2010年9月17日  | 民主党     | 再任       |
|                | 第1次改造内閣  | 安住淳         | 2010年9月21日  | 2011年1月14日  | 民主党     |            |
|                | 第2次改造内閣  | 小川勝也       | 2011年1月18日  | 2011年9月2日   | 民主党     |            |
| 野田内閣       | 野田内閣       | 渡辺周         | 2011年9月5日   | 2012年10月1日  | 民主党     |            |
|                | 第1次改造内閣  | 渡辺周         | 2011年9月5日   | 2012年10月1日  | 民主党     | 留任       |
|                | 第2次改造内閣  | 渡辺周         | 2011年9月5日   | 2012年10月1日  | 民主党     | 留任       |
|                | 第3次改造内閣  | 長島昭久       | 2012年10月2日  | 2012年12月26日 | 民主党     |            |
| 第2次安倍内閣  | 第2次安倍内閣  | 江渡聡徳       | 2012年12月27日 | 2013年9月30日  | 自由民主党 |            |
| 第2次安倍内閣  | 第2次安倍内閣  | 武田良太       | 2013年9月30日  | 2014年9月3日   | 自由民主党 |            |
|                | 改造内閣       | 左藤章         | 2014年9月4日   | 2014年12月24日 | 自由民主党 |            |
| 第3次安倍内閣  | 第3次安倍内閣  | 左藤章         | 2014年12月25日 | 2015年10月9日  | 自由民主党 | 再任       |
|                | 第1次改造内閣  | 若宮健嗣       | 2015年10月9日  | 2017年8月7日   | 自由民主党 |            |
|                | 第2次改造内閣  | 若宮健嗣       | 2015年10月9日  | 2017年8月7日   | 自由民主党 | 留任       |
|                | 第3次改造内閣  | 山本朋広       | 2017年8月7日   | 2017年11月2日  | 自由民主党 |            |
| 第4次安倍内閣  | 第4次安倍内閣  | 山本朋広       | 2017年11月2日  | 2018年10月4日  | 自由民主党 | 再任       |
|                | 第1次改造内閣  | 原田憲治       | 2018年10月4日  | 2019年9月13日  | 自由民主党 |            |
|                | 第2次改造内閣  | 山本朋広       | 2019年9月13日  | 2020年9月18日  | 自由民主党 |            |
| 菅義偉内閣     | 菅義偉内閣     | 中山泰秀       | 2020年9月18日  | 2021年10月6日  | 自由民主党 |            |
| 第1次岸田内閣  | 第1次岸田内閣  | 鬼木誠         | 2021年10月6日  | 2021年11月11日 | 自由民主党 |            |
| 第2次岸田内閣  | 第2次岸田内閣  | 鬼木誠         | 2021年11月11日 | 2022年8月12日  | 自由民主党 | 再任       |
|                | 第1次改造内閣  | 井野俊郎       | 2022年8月12日  | 2023年9月15日  | 自由民主党 |            |
| 第2次改造内閣  | 宮澤博行       | 2023年9月15日  | 2023年12月14日 |                | 自由民主党 |            |
| 第2次改造内閣  | 鬼木誠         | 2023年12月14日 | 2024年10月1日  |                | 自由民主党 |            |
| 第1次石破内閣  | 第1次石破内閣  | 2024年10月3日  | 2024年11月13日 | 再任           | 自由民主党 |            |
| 第2次石破内閣  | 第2次石破内閣  | 本田太郎       | 2024年11月13日 | 現職           | 自由民主党 |            |

- 副大臣は同一の職に複数名を任命することがあるため、通常は代数の表記は行わない。現時点まで防衛副大臣は定数1名で運用されているが、他の副大臣の慣例にあわせ、本表では代数の欄は設けない。
- 辞令のある再任は就任日を記載し、辞令のない留任は就任日を記載しない。
- 党派の欄は、就任時、または、内閣発足時の所属政党を記載した。